# Артур и минипуты (фильм)
«Арту́р и минипу́ты» (фр. Arthur et les minimoys) — фильм режиссёра Люка Бессона.
В оригинальных вариантах озвучивания отметились такие звёзды как Милен Фармер (Принцесса Селения на фр. ), Мадонна (Принцесса Селения на англ. ), Роберт де Ниро, Дэвид Боуи, Харви Кейтель, Дэвид Суше, Билл Каулитц (Артур в немецком дубляже), Гакт (Урдалак в японском дубляже).

## Сюжет
Артур, которому исполняется десять лет, гостит у своей бабушки, чей дом стоит обособленно, но недалеко от ближайшего городка. Дедушка Артура загадочно пропал четыре года назад. Артуру нравится проводить время в его кабинете, где есть интересные вещи и книги, в частности, связанные с Африкой. Он, подражая дедушке, собирает из бамбуковых стеблей и пластиковых трубочек примитивную оросительную систему, а затем ставит её в огороде. Он ждёт, что на его день рождения приедут родители, с которыми он не виделся целый год из-за учёбы в интернате, но у них возникают непредвиденные дела, и они лишь неуклюже поздравляют его по телефону. Артур расстраивается, так как скучает по ним, а в качестве подарков от бабушки, старающейся его утешить, получает мячик для пса Альфреда и игрушечную заводную модель Ferrari 250. На ночь она рассказывает ему историю из дедушкиной книги о давнишней встрече дедушки с двумя африканскими племенами. Первое племя — бонго-матассалаи, которые были очень высокими и верили, что природа достигает баланса созданием противоположностей. Второе племя — как раз их противоположность, крохотные человечки минипуты. В благодарность за помощь бонго-матассалаи когда-то подарили дедушке мешочек рубинов и, к тому же, будто бы раскрыли ему секрет путешествий к минипутам. Артур замечает портрет принцессы минипутов Селении и влюбляется в неё.
На следующий день в дом приходит Дэвидо, владелец нескольких муниципальных служб городка, и сообщает, что вследствие накопившихся долгов дом вот-вот перейдёт в муниципальную собственность, если только дедушка вдруг не объявится и не подпишет нужные бумаги, а также не заплатит всю сумму до определённого часа. Отчаявшись, бабушка рассказывает Артуру, что дедушка зарыл рубины где-то на заднем дворе, но их так и не удалось найти. Она отправляется в город к антиквару, чтобы заложить вещи мужа, а мальчик тем временем пытается в одиночку перекопать весь задний двор. Поняв, что это бесполезно, Артур начинает листать дедушкины книги. Неожиданно для него в дом приезжает антиквар с грузчиками, которые забирают большую часть дедушкиных вещей, а вырученные деньги бабушке приходится отдать судебному приставу, прибывшему сразу после антиквара. Также вскоре отключаются телефон и электроснабжение. Артур продолжает поиски подсказок и выясняет, что открытие прохода в мир минипутов возможно только в определённое полнолуние, и такое полнолуние выпадает на сегодняшнюю ночь. Ещё ему становится известно об Ужасном Урдалаке — самом жестоком и страшном создании этого крохотного мира.
Бабушка, которая совершенно не верит в рассказы мужа о минипутах, пытается как обычно уложить внука спать и препятствует его поискам, однако (частично по вине Артура) выпивает больше снотворного, чем обычно, и крепко спит до утра. Артур разгадывает все загадки, находит все необходимые предметы и встречает бонго-матассалаев, которые помогают ему завершить приготовления и дают несколько советов (в частности — не называть Урдалака по имени: считается, что всякий, кто это сделает, быстро и неизбежно попадает в крупную неприятность). На другом конце телескопа, направленном в землю, появляется принц Барахлюш, младший брат принцессы Селении. Артур рассказывает о сложившейся ситуации и говорит, что для её предотвращения он должен найти рубины, спрятанные дедушкой в мире минипутов. Барахлюш помогает Артуру уменьшиться, и они идут сообщать обо всём королю. Король проводит церемонию посвящения Селении в воины и защитники королевства, для чего она должна вынуть из камня древний меч. Селения, рассерженная прерыванием этой церемонии, не хочет слышать о «каком-то Артуре» и заявляет, что она сама может защитить свой народ. Внезапно путём хитрости, которую разоблачает Артур, на них нападают солдаты Урдалака. Во время сражения Артур показывает себя храбрецом и в конце даже непреднамеренно вынимает из камня меч, чтобы защитить честь принцессы. Когда солдаты Урдалака терпят поражение, король убеждает дочь взять Артура в поход против Ужасного У. Селения, смягчившись, соглашается. Она считает своим предназначением убить Урдалака и таким образом отомстить за его злодеяния, направленные против всех Семи королевств их мира (королевства ещё называют континентами). Самого Артура крот Миро просит найти, если получится, его сына Мино. Артур, Селения и Барахлюш отправляются в путь — в город Некрополис. Туда же, как сказал король, когда-то ушёл и дедушка мальчика, но печален тот факт, что из Некрополиса ещё никто не возвращался живым.
Проснувшись, бабушка обнаруживает пропажу Артура и в неописуемом горе обращается в полицию. Ей обещают, что сделают всё, что смогут, и предполагают, что он сбежал, потому что сильно расстроился из-за происходящих печальных событий. Друзья хотят добраться до земель Урдалака на летающей ореховой скорлупке, но Артур случайно произносит имя Урдалака, и из-за этого их скорлупку сбивает пчела. Та раскалывается на две части и падает в ручей. Артур помогает Селении и Барахлюшу спастись из их половинки скорлупы, потому что минипуты не умеют плавать. Они останавливаются на ночь в бутоне мака. Артур с удивлением узнаёт, что Барахлюшу уже 347 лет, а Селении через 2 дня будет тысяча. На следующее утро Артур, Селения и Барахлюш выходят к оросительной системе Артура и понимают, что армия Урдалака переправляет трубочки в Некрополис, чтобы построить водопровод и погубить земли минипутов. Артур, стремясь исправить свою ошибку, решает отправиться в одной из трубочек прямо к Урдалаку, и Селения и Барахлюш его поддерживают. Их прячет и защищает клёвочувак — минипут Пятого континента, на котором копируют человеческую субкультуру хиппи. Он приводит их к своему хозяину Максу, и тот дружелюбно принимает путешественников у себя в баре. Во время танца Селения объясняет Артуру, что люди и минипуты пользуются разными системами летоисчисления — минипуты отсчитывают года по цветению королевского цветка селениеля, так что на самом деле они вдвоём фактически ровесники.
Неожиданно в бар заглядывает сын Урдалака, Мракос, во главе отряда солдат и быстро находит среди посетителей Артура, Селению и Барахлюша. Макс помогает им сбежать, выключив свет во всём баре и оправдав это наступлением комендантского часа. В мире людей родители Артура неожиданно приезжают сюда и с ужасом выслушивают от бабушки новость, что он пропал. Однако, услышав, что где-то в саду есть клад, они тут же принимаются его искать, несмотря на то, что уже ночь. Друзья добираются до дворца Урдалака, и Селения внезапно целует Артура, тем самым делая его своим женихом и наследным принцем Первого королевства. Она отправляется на смертный бой с Урдалаком и передаёт Артуру все свои полномочия на случай, если она погибнет. Но, когда она уходит, Артура и Барахлюша настигает Мракос и сажает их в темницу. Там они знакомятся со стариком, которым оказывается не кто иной, как дедушка Артура. Артур радостно воссоединяется с ним. Селения встречается с Ужасным У лицом к лицу, и тот рассказывает ей историю своей жизни: когда-то он был обычным минипутом и отправился на поиски воды в годы великой засухи; за это его называли героем и восхваляли, куда бы он ни пришёл; но после удачно завершившихся поисков он стал жертвой болезней и тёмных чар, наложенных в пути его врагами. Селения с усмешкой возражает, что в их исторических книгах написано совсем другое: после возвращения Урдалак стал пьянствовать и дебоширить, за что в итоге он и поплатился — однажды, слишком сильно напившись, он вступил в связь с самкой долгоносика, и они «передали друг другу свою силу». Так Урдалак и начал разрушаться, став, наконец, тем чудовищем, которым его видят сейчас. Урдалак теряет терпение и требует от Селении её первый поцелуй принцессы, обладающий целебной силой. Селения отказывает, объясняя, что она уже замужем. Подошедший солдат тихонько сообщает Урдалаку, что Селения действительно кого-то поцеловала перед дворцовыми воротами. Урдалак приходит в ярость и бросает Селению в ту же темницу, где находятся остальные, забрав себе её меч.
Позднее пленников отводят к Урдалаку, и Артур понимает, что его трон — оставленные здесь дедушкой рубины. Урдалак подтверждает, что с помощью трубочек хочет затопить минипутов и править всеми королевствами единолично. Он лицемерно отпускает друзей по тоннелю в Первое королевство и обещает, что пустит по нему воду не сразу. Артур замечает кротёнка Мино и шёпотом договаривается с ним, что он в полдень подаст сигнал с помощью зеркал, чтобы Артур смог узнать местоположение Некрополиса уже будучи человеком. Спасаясь по тоннелю, друзья обнаруживают здесь игрушечную машинку Артура и заводят её всеобщими усилиями, а Артур садится за руль. Хотя Урдалак уже пускает воду и машинка не доезжает прямо до ворот в Первое королевство, они успевают предупредить всех об опасности. Минипуты  закрывают ворота, из-за чего вода просто уходит в землю. Перед тем, как Артур с дедушкой возвращаются в мир людей, Селения снова целует своего избранника, и они обещают друг другу встретиться в следующий раз.
В полдень истекает срок погашения долга за дом. Прибывает Дэвидо в сопровождении двух полицейских и торжествует, что добился своего, но бабушка уже радостно воссоединяется с дедушкой и Артуром. Дедушка остаётся, чтобы потянуть время, а Артуру поручает вытащить рубины из Некрополиса. Мино догадывается перенаправить свет так, чтобы создать из рубинов хорошо заметный луч, по которому Артур определяет, где Некрополис, и сбрасывает туда мячик. Это приводит к разрушению всего Некрополиса и его затоплению. Армия Урдалака тоже гибнет. Урдалак предаёт своего сына и оставляет его на поле боя. Мракос, оставшийся совсем один, тонет. Мино вместе с мечом Селении и рубинами поднимается вместе с уровнем воды к Артуру на поверхность. Артур приносит рубины дедушке, и одного из них оказывается достаточно, чтобы погасить долг, но Дэвидо выхватывает пистолет у полицейских и пытается забрать с собой остальные камни. Дедушка понимает, что Дэвидо знал о сокровищах и хотел получить этот дом и участок, чтобы найти их. К счастью, Дэвидо ловят, обезоруживают и передают в руки полиции бонго-матассалаи. Бабушка решает, что в следующий раз вопросами хранения сокровищ будет заниматься именно она, и складывает все рубины в металлическую банку.
Артур тем временем возвращает Мино и меч в столицу Первого королевства, и Селения вонзает меч обратно в камень. В финале вся семья Артура, бонго-матассалаи и полицейские вместе собираются за столом, а Артур, поднявшись на второй этаж, задумчиво смотрит на дуб и обещает Селении вернуться, не зная, что принцесса сидит на одной из ветвей. Услышав слова возлюбленного, она обещает ждать его в ответ.

## В ролях
| Персонаж                  | Роль/озвучивание                            | Дублирование в английской версии |
| ------------------------- | ------------------------------------------- | -------------------------------- |
| Артур                     | Фредди Хаймор (озвучивание Барбара Келш)    | Фредди Хаймор                    |
| принцесса Селения         | Милен Фармер                                | Мадонна                          |
| принц Барахлюш            | Николя Сиатонни                             | Джимми Фэллон                    |
| император Урдалак Ужасный | Ален Башунг                                 | Дэвид Боуи                       |
| дедушка Арчибальд         | Рон Кроуфорд (озвучивание Мишель Дюшоссуа)  | Рон Кроуфорд                     |
| бабушка Дейзи             | Миа Фэрроу                                  | Миа Фэрроу                       |
| Макс                      | Хусни Мкоубои                               | Снуп Догг                        |
| Давидо                    | Адам ЛеФевр (озвучивание Хосе Гарсия)       | Адам ЛеФевр                      |
| принц Мракос              | Марк Лавуан                                 | Джейсон Бейтман                  |
| Король минипутов          | Жак Франц                                   | Роберт Де Ниро                   |
| Уважаемый Миро            | Тони Десканвелль                            | Харви Кейтель                    |
| Мино                      | Эрик Пер Салливан                           | ХД Куинн                         |
| Перевозчик                | Дик Риверз                                  | Эмилио Эстевес                   |
| Роза, мать Артура         | Пенни Бальфур (озвучивание Валери Лемерсье) | Пенни Бальфур                    |
| Арман, отец Артура        | Даг Рэнд (озвучивание Жан-Поль Рув)         | Даг Рэнд                         |